# Nambour
Nambour es una localidad situada en el sureste del estado de Queensland, en Australia, a 104 kilómetros en el norte de Brisbane. La ciudad es el centro administrativo del condado de Maroochy Shire.
La región de Nambour fue ocupada por los primeros europeos en 1870 (por Matthew Carroll). El lugar fue llamado originalmente "Petrie's Creek". En 1890 la región de Maroochy fue creada oficialmente. En 1891 acabó de construirse la línea ferroviaria que le unía con Brisbane, y en su inauguración la ciudad cambió de nombre y tomó el de "Nambour", el nombre de una importante granja de la región.
En 1957 nació en esta localidad el primer ministro de Australia entre 2007 y 2010, Kevin Rudd.